# Bridge over Troubled Water
Bridge over Troubled Water (Puente sobre agua turbulenta en español) es el quinto y último álbum de estudio del dúo estadounidense de folk Simon and Garfunkel. Fue publicado en enero de 1970. 
El álbum cosechó un éxito mundial, vendiendo, solamente en los Estados Unidos, cerca de ocho millones de copias, y alrededor de veinte millones en todo el mundo. Alcanzó lo más alto en las listas de la revista Billboard y se mantuvo durante 10 semanas en listas; además ganó el premio Grammy al Mejor álbum del año, y Mejor equipo de sonido, mientras que el tema homónimo ganó el premio a la Mejor canción del año, en la entrega de premios de 1971.
Luego de terminar la promoción del álbum, el dúo se separó, siguiendo Art Garfunkel su carrera cinematográfica y Paul Simon iniciando una exitosa carrera como solista.
En el año 2020, el álbum fue ubicado en el puesto 172 de la Lista de Rolling Stone de los 500 mejores álbumes de todos los tiempos.

## Contexto

### Antecedentes
Después del receso de Navidad de 1969, el dúo continuó trabajando en el álbum a principios de 1970 y lo terminó a fines de enero. Once canciones fueron presentadas en este álbum; una canción terminada, "Cuba Si, Nixon No", así como otras pistas adicionales fueron excluidas. A Garfunkel no le gustó esta canción y propuso en cambio una coral, titulada "Feuilles-O", con la que Simon no estuvo de acuerdo. Después de una discusión, decidieron no incluir más pistas.

### Grabación
Se emplearon cerca de 800 horas de grabación para su elaboración [cita requerida]. 
Las canciones "Cuba Si, Nixon No", "Groundhog" y la demo "Feuilles-O" se grabaron durante las sesiones pero no se editaron en el álbum.  "Cuba Si, Nixon No" fue lanzado luego en una grabación pirateada de un concierto del 11 de noviembre de 1969 de Simon and Garfunkel en la Universidad de Miami en Oxford, Ohio, mientras que la grabación demo de "Feuilles-O" fue lanzada posteriormente el los juegos de cajas de Old Friends y The Columbia Studio Recordings (1964-1970). Una versión remasterizada y ampliada del álbum fue lanzada en un disco compacto en 2001, que contiene las versiones demo de "Feuilles-O" y "Bridge over Troubled Water". Fue remasterizado por Vic Anesini. Garfunkel más tarde registró "Feuilles-Oh/Do Space Men Pass Dead Souls on Their Way to the Moon?" en su álbum debut como solista, Angel Clare, y como el otro lado de su sencillo, "I Shall Sing", del mismo álbum.
En el año 2001 se publicó en CD una versión extendida del álbum, también contenía el demo "Feuilles-O", y una demo antes no publicada de "Bridge over Troubled Water".

### Lanzamiento y promoción
Encabezando las listas de éxitos en 10 países, incluidos los Billboard 200 y el Reino Unido. Fue el álbum más vendido en 1970, 1971 y 1972 y fue en ese momento el álbum más vendido de todos los tiempos. Siguió siendo el álbum más vendido de CBS Records hasta el lanzamiento de Thriller de Michael Jackson en 1982.  El álbum encabezó las listas de Billboard 200 durante 10 semanas y permaneció en las listas durante 85 semanas. 
Según Columbia Records, se vendieron 1,7 millones de copias en las primeras tres semanas en los Estados Unidos. En el Reino Unido, el álbum encabezó las listas durante 35 semanas, y pasó 285 semanas en el top 100, de 1970 a 1975. Además, recibió 8 × Platinum por la Recording Industry Association of America (RIAA) y 4 × Platinum en Canadá. Bridge over Troubled Water vendió desde entonces 3,163,789 copias en el Reino Unido, y más de 25 millones de copias en todo el mundo.

## Recepción
Bridge over Troubled Water recibió una recepción crítica generalmente positiva. El disco fue criticado y alabado por su sonido individual que incorporó géneros que van desde el rock, el R & B, el góspel y el jazz hasta la world music y el pop. Escribiendo en Melody Maker en febrero de 1970, Richard Williams identificó "algunos momentos aburridos" en el álbum, agregando "pero valen la pena perdurar por las joyas que lo rodean". Williams concluyó: "No, tal vez, otro clásico como Bookends, pero que aún vale la pena escuchar por el tiempo constantemente sorprendente de Simon, y por la forma en que puede hacer que su guitarra suene como una pequeña orquesta y la orquesta suene como una gran guitarra...."  Según Steve Horowitz de PopMatters, los críticos contemporáneos compararon el álbum con el álbum blanco de The Beatles, en el sentido de que se puede escuchar la incipiente ruptura de la banda en la forma en que interpretan por separado el material".
Entre las revisiones retrospectivas, Bruce Eder de AllMusic dijo que Bridge over Troubled Water fue "quizás el álbum con la textura más delicada para cerrar la década de 1960 a partir de cualquier acto de rock importante", especialmente en un momento de problemas en los Estados Unidos. El autor y crítico David Browne notó la "calidez sónica y la riqueza" del álbum.  Aunque Stephen M. Deusner de Pitchfork también elogió el sonido único, agregó que "Bridge suena como una declaración unificada amenizada por estilos y ritmos que no se escuchan a menudo en la radio pop en la coyuntura de esas dos décadas".
En una revisión de 2001 para Uncut, Ian MacDonald encontró el álbum "sobre producido y suscrito", y agregó: "Donde Bookends es conciso, seco y disciplinado, Bridge ... es autosatisfecho, sentimental, mediocre y exagerado. Incluso lo mejor es la canción, 'The Boxer', es innecesariamente inflada y prolongada ". Escribiendo para MusicHound, Leland Rucker reconoció que el álbum de 1970 del dúo" es considerado su obra maestra ", pero opinó:" hoy suena demasiado pesado, sobreproducido, y demasiado valioso para su propio bien". Por el contrario, la revista Q consideró Bridge over Troubled Water como el mejor y más consistente trabajo de Simon & Garfunkel," notable por la fuerza de sus melodías, la fuerza de sus letras y el Abbey Road sofisticación de estilo de su producción ".
En su libro The Encyclopedia of Popular Music, Colin Larkin admira el álbum como una obra "célebre" que incluye un "single clásico" ("The Boxer") y una canción que se convirtió en un estándar con el conjunto vocal angelical de Garfunkel perfectamente adaptado a la exuberante disposición orquestal y el tempo contrastante ". Joe Nolan, de American Songwriter, señala que "la pareja nunca fue más popular o comercialmente exitosa que con el lanzamiento de Bridge over Troubled Water".
El álbum ganó un Premio Grammy por Álbum del año así como por Mejor grabación, mientras que su canción principal ganó  Canción del Año, Canción Contemporánea del Año y el Arreglo Instrumental de la Año en 1971. Bridge over Troubled Water fue nominado en los primeros Brit Awards al Mejor álbum internacional y su canción principal al Mejor sencillo nternacional en 1977. En 2003, fue clasificado en el n.º 51 en los 500 Mejores Álbumes de Todos los Tiempos de Rolling Stone. En diciembre de 1993, The Times clasificó el álbum en el número 20 en su "The Vultures 100 mejores álbumes de todos los tiempos". El álbum también se incluyó en el libro 1001 álbumes que debes escuchar antes de morir.
Chris Charlesworth, autor de The Complete Guide to the Music of Paul Simon and Simon & Garfunkel, dio una recepción mixta, señalando que siete canciones ("Puente sobre aguas turbulentas", "El Cóndor Pasa", "Tanto tiempo, Frank Lloyd Wright", "The Boxer", "The Only Living Boy en Nueva York", "Bye Bye Love" y "Song for the Ask" fueron excelentes o buenos, mientras que el resto, principalmente uptempo, fueron para él grabaciones "desechables". Estaba sorprendido de su éxito.

## Relanzamientos
Columbia Records lanzó una edición del 40 aniversario el 8 de marzo de 2011, que comprende tres discos. El primer disco presenta el álbum original y el segundo contiene la totalidad de Live 1969, que había sido lanzado tres años antes como exclusivo en Starbucks. El tercer disco, un DVD, consistió en el especial de televisión Songs of America, que se emitió originalmente en CBS en 1969 y no está disponible desde su emisión original, y un nuevo documental The Harmony Game sobre la realización del álbum. Songs of America incluyó imágenes de la gira de 1969, conversaciones íntimas entre bastidores y clips históricos de noticias; había suscitado controversia debido a los comentarios políticos del dúo sobre la guerra de Vietnam y la dirección de la sociedad estadounidense en ese momento. 
The Harmony Game presentó nuevas entrevistas en 2010 con Simon, Garfunkel, el productor Roy Halee y más directores involucrados en la realización del álbum. El especial de 1969 tiene una duración de aproximadamente 52 minutos y 37 segundos, mientras que el documental de 2010 dura aproximadamente 70 minutos y 54 segundos. También se incluyó un folleto de notas, fotos y ensayos de los críticos Michael Hill y Anthony DeCurtis..
El álbum también se incluye en su totalidad como parte de los conjuntos de cajas de Simon & Garfunkel Collected Works y The Columbia Studio Recordings (1964-1970).

## Formación
- Paul Simon: Vocalista, Guitarra
- Art Garfunkel: Vocalista
- Los Incas: Instrumentos peruanos
- Joe Osborn: Bajo
- Larry Knechtel: Piano
- Fred Carter, Jr.: Guitarra
- Hal Blaine: Batería
- Jimmy Haskell y Ernie Freeman: Cuerdas

## Lista de canciones
1. Bridge over Troubled Water (4:52)
2. El Cóndor Pasa (If I Could) (3:06)
3. Cecilia (2:55)
4. Keep the Customer Satisfied (2:33)
5. So Long, Frank Lloyd Wright (3:41)
6. The Boxer (5:08)
7. Baby Driver' (3:14)
8. The Only Living Boy in New York (3:58)
9. Why Don't You Write Me (2:45)
10. Bye Bye Love (2:55)
11. Song for the Asking (1:49)

## Premios
- Cinco premios Grammy en 1971:
  - Mejor grabación del año (Bridge over Troubled Water)
  - Mejor álbum del año
  - Mejor canción contemporánea (El Cóndor Pasa)
  - Mejor letra de canción (Bridge over Troubled Water)
  - Mejor equipo de sonido

## Lista de posiciones

### Semanal
| Gráfica                                | Pico de posiciones |
| -------------------------------------- | ------------------ |
| Australian Kent Music Report Chart     | 1                  |
| Canadian RPM Albums Chart              | 1                  |
| Dutch Mega Albums Chart                | 1                  |
| French SNEP Albums Chart               | 1                  |
| Italian Albums Chart                   | 4                  |
| Japanese Oricon LP Chart               | 1                  |
| Norwegian VG-lista Albums Chart        | 1                  |
| Spanish Album Charts                   | 1                  |
| Swedish Albums Chart                   | 1                  |
| UK Singles Chart                       | 1                  |
| US Billboard 200                       | 1                  |
| West German Media Control Albums Chart | 1                  |

### Fin de año
| Listas (1970)           | Posición |
| ----------------------- | -------- |
| Australian Albums Chart | 1        |
| French Albums Chart     | 1        |
| Italian Albums Chart    | 8        |
| Japanese Albums Chart   | 6        |
| UK Albums Chart         | 1        |
| US Billboard Pop Albums | 1        |
| Listas (1971)           | Posición |
| Australian Albums Chart | 23       |
| Japanese Albums Chart   | 2        |
| US Billboard Pop Albums | 55       |
| UK Albums Chart         | 1        |
| Listas (1972)           | Posición |
| UK Albums Chart         | 6        |

### Sencillos
| Sencillo                      | Listas                                 | Posición |
| ----------------------------- | -------------------------------------- | -------- |
| "Bridge over Troubled Water"  | Australian Kent Music Report Chart     | 2        |
| "Bridge over Troubled Water"  | Austrian Ö3 Top 40 Chart               | 4        |
| "Bridge over Troubled Water"  | Dutch Mega Albums Chart                | 5        |
| "Bridge over Troubled Water"  | Norwegian VG-lista Albums Chart        | 7        |
| "Bridge over Troubled Water"  | UK Singles Chart                       | 1        |
| "Bridge over Troubled Water"  | US Billboard Hot 100                   | 1        |
| "Bridge over Troubled Water"  | US Billboard Adult Contemporary Chart  | 1        |
| "Bridge over Troubled Water"  | West German Media Control Albums Chart | 3        |
| "Cecilia"                     | Australian Kent Music Report Chart     | 6        |
| "Cecilia"                     | Austrian Ö3 Top 40 Chart               | 6        |
| "Cecilia"                     | Dutch Mega Albums Chart                | 1        |
| "Cecilia"                     | US Billboard Hot 100                   | 4        |
| "Cecilia"                     | West German Media Control Albums Chart | 2        |
| "El Condor Pasa (If I Could)" | Australian Kent Music Report Chart     | 1        |
| "El Condor Pasa (If I Could)" | Austrian Ö3 Top 40 Chart               | 1        |
| "El Condor Pasa (If I Could)" | Dutch Mega Albums Chart                | 1        |
| "El Condor Pasa (If I Could)" | US Billboard Hot 100                   | 18       |
| "El Condor Pasa (If I Could)" | US Billboard Adult Contemporary Chart  | 6        |
| "El Condor Pasa (If I Could)" | West German Media Control Albums Chart | 1        |

## Certificaciones
| País | Certificación | Ventas     |
| --- | ------------- | ---------- |
| Austria (IFPI Austria) | Platino       | 50,000x    |
| Canadá | 4× Platino    | 400,000^   |
| Finlandia (Musiikkituottajat) | Oro           | 25,000     |
| Francia (SNEP) | Platino       | 573,500    |
| Alemania (BVMI) | Platino       | 500,000    |
| Japan (Oricon) |               | 441,000    |
| Suiza (IFPI Switzerland) | Oro           | 25,000     |
| United Kingdom | 10× Platino   | 3,163,789  |
| Estados Unidos | 8× Platino    | 8,000,000^ |
| *las cifras de ventas sobre la base de la certificación por sí sola ^cifras de envíos sobre la base de la certificación por sí sola xcifras no especificadas sobre base de la certificación por sí sola |               |            |